# Kanonierki typu Flores
Kanonierki typu Flores – holenderskie kanonierki z okresu dwudziestolecia międzywojennego i II wojny światowej. W latach 1924–1926 w stoczniach Fijenoord i Wilton w Schiedam zbudowano dwa okręty tego typu – „Flores” i „Soemba”. Jednostki weszły w skład Koninklijke Marine w 1926 roku, a z listy floty skreślono je odpowiednio w 1968 i 1985 roku.
Okręty miały wyporność pełną 1676 ton, a ich główne uzbrojenie stanowiły trzy działa kalibru 149 mm Boforsa, uzupełniane przez artylerię przeciwlotniczą. Jednostki przeznaczone były do służby w holenderskich posiadłościach w Azji, stacjonując w Holenderskich Indiach Wschodnich, stąd nadano im nazwy tamtejszych wysp: Flores i Sumba (Soemba, Wyspa Sandałowa). Po wybuchu II wojny światowej „Flores” powróciła do metropolii, a „Soemba” pozostała w Azji Południowo-Wschodniej. Po ataku Niemiec na Holandię w maju 1940 roku „Flores” zdołała ewakuować się do Wielkiej Brytanii, a siostrzana kanonierka po rozpoczęciu w grudniu 1941 roku przez Japonię wojny na Pacyfiku wzięła udział w obronie holenderskich posiadłości, a następnie ewakuowała się do Indii. Oba okręty uczestniczyły w eskorcie konwojów morskich, a od 1943 roku operowały na Morzu Śródziemnym, biorąc udział w kampanii włoskiej. W 1944 roku kanonierki wspierały lądowanie w Normandii. Po zakończeniu wojny „Flores” pełniła funkcję szkolnego okrętu artyleryjskiego, a w 1950 roku została przeklasyfikowana na fregatę. Od 1955 roku naprzemiennie pełniła rolę hulku i okrętu dozorowego, a w 1960 roku zmieniono jej nazwę na „Van Speyk”. W 1965 okręt powrócił pod pierwotną nazwę, a 27 czerwca 1968 roku został wycofany ze służby i złomowany w 1969 roku. „Soemba” po wojnie pełniła funkcję radarowego okrętu szkolnego, a od 1951 roku okrętu naprowadzania samolotów. W 1956 roku stała się hulkiem mieszkalnym, od 1958 roku pełniła rolę okrętu szkolnego, a następnie okrętu-bazy nurków. 9 czerwca 1985 roku jednostka została wycofana ze służby, po czym sprzedana i złomowana.

## Projekt i budowa
Po I wojnie światowej holenderska marynarka wojenna posiadała jedynie trzy stosunkowo nowoczesne kanonierki, którymi były zbudowane w latach 1911–1915 przybrzeżne okręty typu Brinio . Z racji rozmiarów i braku przystosowania do pełnomorskiej żeglugi jednostki te nie nadawały się do służby w holenderskich koloniach, gdzie potrzebne były opancerzone i silnie uzbrojone okręty do obrony wybrzeża, pól minowych i ostrzału sił lądowych potencjalnego nieprzyjaciela. Wychodząc naprzeciw tym potrzebom, w 1924 roku inżynierowie L. Troost i M.F. Gunning opracowali projekt sporego, pełnomorskiego okrętu, uzbrojonego w działa o dużym kalibrze i donośności. W latach 1924–1926 zbudowano dwie jednostki („Flores” i „Soemba”), przeznaczone do służby w Holenderskich Indiach Wschodnich.
Hr.Ms. „Flores” zbudowany został w stoczni Fijenoord w Schiedam (numer stoczniowy 300), a „Soemba” powstała w stoczni Wilton w Schiedam (numer stoczniowy 304) . Stępki okrętów położono w latach 1924–1925, a zwodowane zostały w 1925 roku. Nazwy kanonierek pochodziły od znajdującej się w archipelagu Małych Wysp Sundajskich wysp Flores i Sumba (Soemba, Wyspa Sandałowa). Łączny koszt budowy jednostek wyniósł 2,457 mln guldenów.
| Okręt    | Stocznia  | Położenie stępki | Wodowanie        | Wejście do służby | Wycofanie ze służby |
| -------- | --------- | ---------------- | ---------------- | ----------------- | ------------------- |
| „Flores” | Fijenoord | 13 stycznia 1925 | 15 sierpnia 1925 | 25 marca 1926     | 27 czerwca 1968     |
| „Soemba” | Wilton    | 24 grudnia 1924  | 24 sierpnia 1925 | 12 kwietnia 1926  | 9 czerwca 1985      |

Zestawienie tabelaryczne zostało opracowane na podstawie Kaczmarek 2003a ↓, s. 37, 44 i Kaczmarek 2003b ↓, s. 55.

## Dane taktyczno-techniczne

### Charakterystyka ogólna

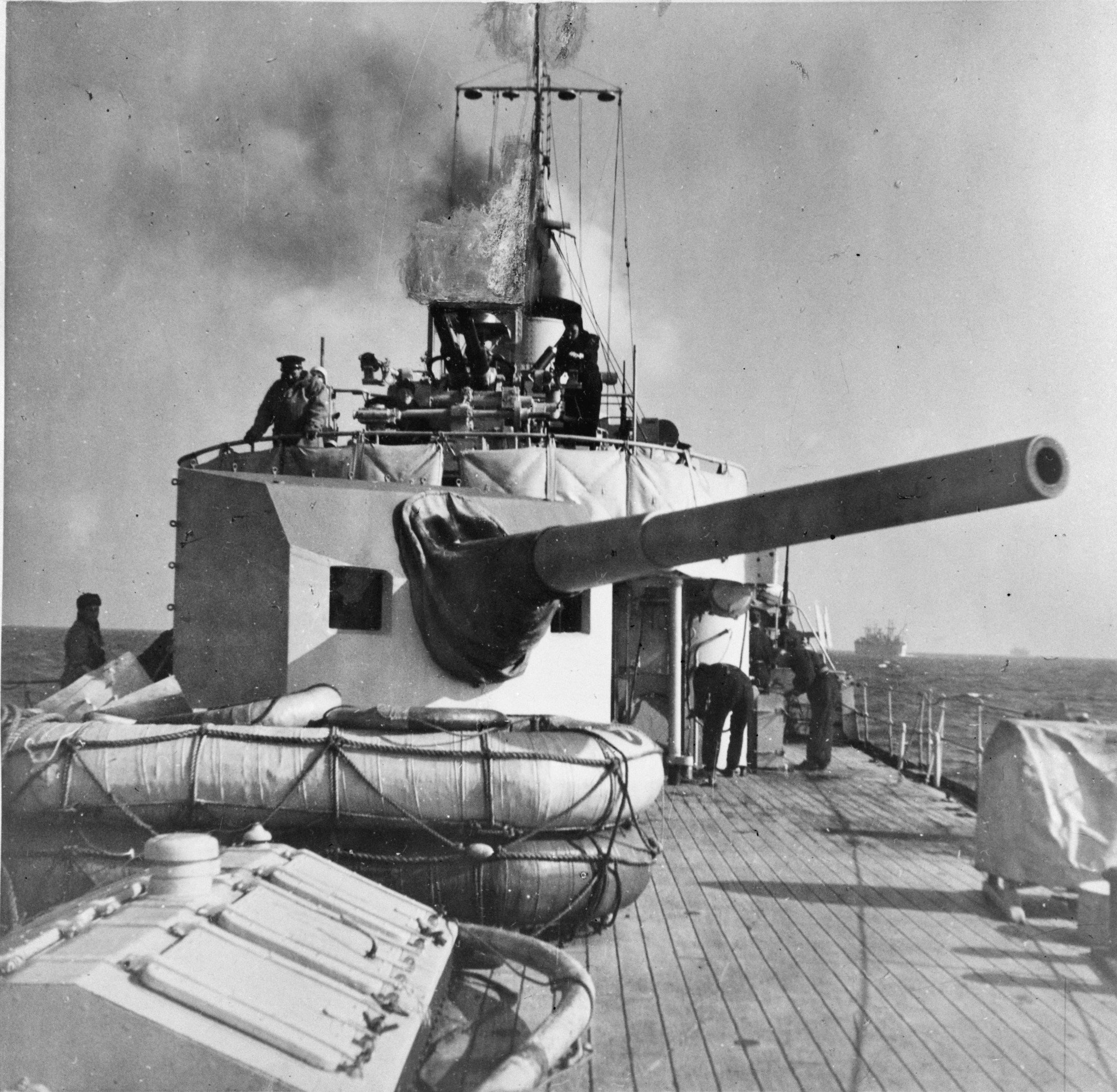
Armata kal. 149 mm na pokładzie „Flores”

Okręty były kanonierkami o długości całkowitej 75,6 metra (74 metry na linii wodnej), szerokości całkowitej 11,89 metra (11,5 metra na linii wodnej) i zanurzeniu 3,2–3,7 metra. Wysokość boczna wynosiła 6,29 metra. Kadłub podzielony był za pomocą grodzi wzdłużnych i poprzecznych na 11 przedziałów wodoszczelnych i miał dno podwójne na 81% długości. Wyporność standardowa wynosiła 1457 ton, a pełna od 1676 do 1683 ton. Wysokość metacentryczna wynosiła 0,5 metra.
Kanonierki miały wysoką dzielność morską dzięki wysokiemu pokładowi dziobowemu, przez co pokład nie był zalewany przez fale, oraz dobrą sterowność.
Załoga pojedynczej jednostki liczyła 132–134 oficerów, podoficerów i marynarzy (w tym do 67 Indonezyjczyków).

### Urządzenia napędowe
Siłownię jednostek stanowiły dwie pionowe maszyny parowe potrójnego rozprężania o łącznej mocy 2034–2160 KM, do których parę dostarczały cztery wodnorurkowe kotły Yarrow, wyprodukowane w macierzystej stoczni . Opalane ropą naftową kotły o ciśnieniu roboczym 14,06 kG/cm² miały po trzy paleniska i powierzchnię grzewczą 548 m². Kotły umieszczone były w dwóch oddzielnych, położonych jedna za drugą kotłowniach, a maszyny parowe zamontowano we wspólnym przedziale za kotłowniami; spaliny były odprowadzane przez wspólny komin. Okręty napędzały dwie trójłopatowe śruby o średnicy 2,5 metra każda; miały jeden ster typu Flettnera. Maksymalna prędkość okrętów wynosiła od 14,57 do 14,84 węzła, nie osiągając projektowych 15 węzłów. Okręty zabierały 285 ton paliwa, co pozwalało osiągnąć zasięg wynoszący 8000 Mm przy prędkości 8 węzłów.

### Uzbrojenie i opancerzenie

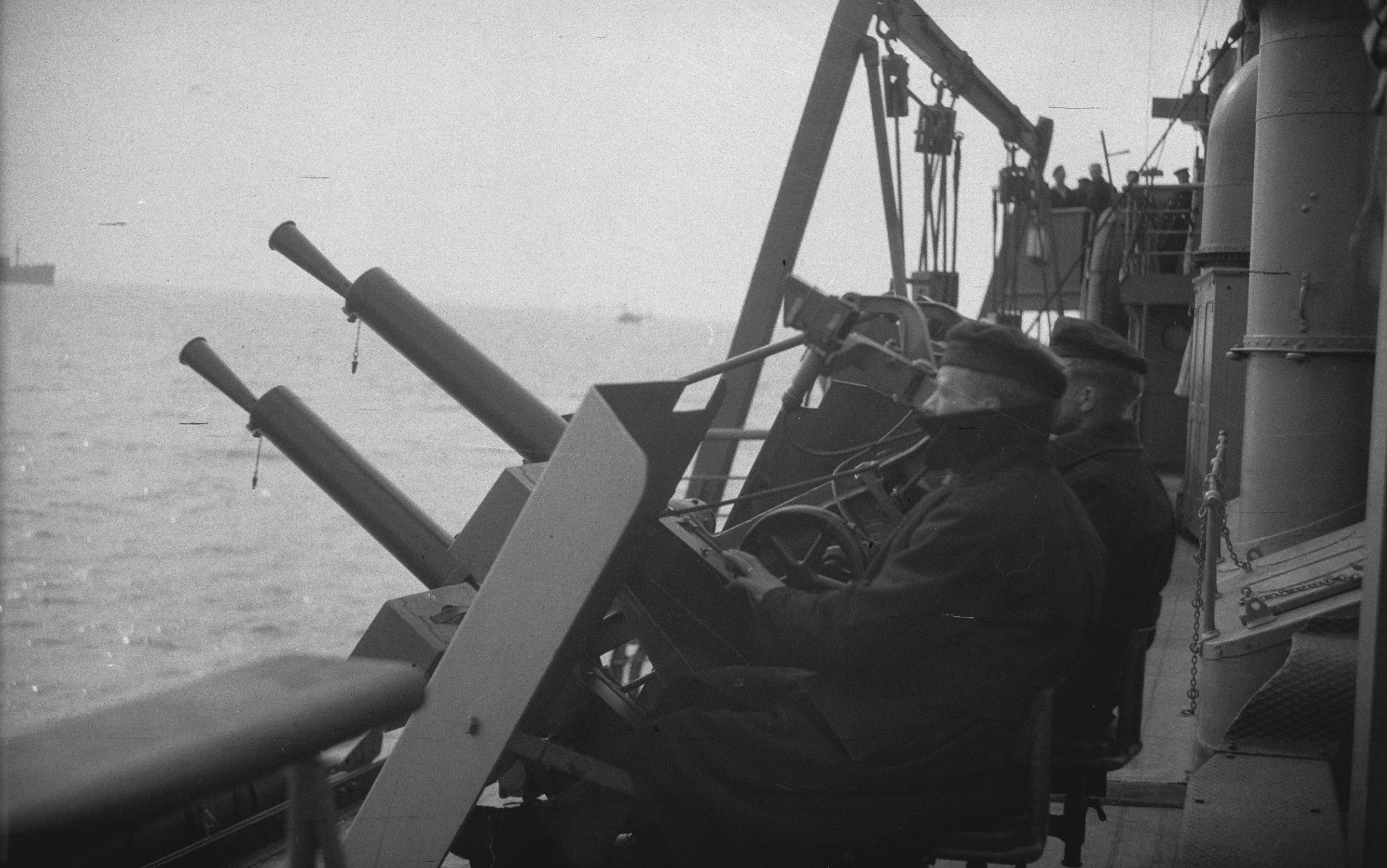
Stanowisko zdwojonych przeciwlotniczych km-ów Vickersa

Na uzbrojenie artyleryjskie okrętów składały się trzy pojedyncze działa kalibru 149 mm Bofors Mark 7 M1925, osłonięte pancernymi maskami . Jedno działo umieszczono na pokładzie dziobowym, drugie w superpozycji na nadbudówce dziobowej, a trzecie na pokładzie rufowym. Armaty strzelały amunicją rozdzielnego ładowania (pociskami przeciwpancernymi o masie 46,7 kg i odłamkowo-burzącymi o masie 45 kg); łączny zapas pocisków wraz z ładunkami miotającymi wynosił 450 sztuk.
Broń przeciwlotniczą stanowiły początkowo: pojedyncza armata przeciwlotnicza Boforsa kalibru 75 mm nr 6 model 1918 L/60, umieszczona na pokładzie górnym między rufowym działem głównego kalibru a dalmierzem (z zapasem 300 pocisków) oraz dwa podwójne zestawy wielkokalibrowych karabinów maszynowych kalibru 12,7 mm Vickers nr 4 L/90, umieszczone równolegle do siebie po obu stronach nadbudówki, z łącznym zapasem amunicji wynoszącym 5000 naboi. Dodatkowo na okrętach znajdowały się dwa karabiny maszynowe kalibru 7,7 mm Hotchkiss nr 4.
Głównym elementem wykonanego ze stali niklowej produkcji Kruppa pancerza kanonierek był pokład pancerny. Miał on grubość 25 mm w płaskiej części i 50 mm na bocznych skosach przy burtach. Wieża dowodzenia chroniona była pancerzem grubości 50 mm. Opancerzone były też maski dział artylerii głównej, których grubość wynosiła z przodu 80 mm, po bokach 40 mm, a od góry 15 mm. Komory amunicyjne wewnątrz kadłuba chronione były płytami grubości 25 mm. Opancerzone były również szyby do podawania amunicji. Całkowita masa opancerzenia wynosiła 215,9 tony.

### Wyposażenie
Jednostki miały instalację do wytwarzania zasłony dymnej. Na ich pokładach znalazły się dwie motorówki 28-stopowe, dwie szalupy typu B4 i jeden jol typu F2. Rufa okrętów przystosowana była do przenoszenia wodnosamolotu pokładowego, który służył do korygowania ognia artylerii głównej i rozpoznania; opuszczany był na wodę i podnoszony za pomocą umieszczonego na prawej burcie bomu. Początkowo kanonierki wyposażone były w wodnosamoloty Van Berkel W-A.

## Przebieg służby okrętów

### „Flores”
Hr. Ms. „Flores” został wcielony do Koninklijke Marine 25 marca 1926 roku . 15 czerwca „Flores” wraz z bliźniaczą „Soembą” wyruszyły z Den Helder w stronę Holenderskich Indii Wschodnich, docierając via Sewilla, Tunis, Port Said, Aden i Kolombo do Sabangu, który osiągnęły 10 sierpnia . 27 października „Flores” weszła na mieliznę, z której udało się jej zejść nazajutrz przy pomocy pancernika obrony wybrzeża „De Zeven Provinciën” oraz stawiacza min „Krakatau” i o własnych siłach dotrzeć do Surabai . W dniach 1–28 marca 1927 roku „Flores” i „Soemba” wyszły z Surabai w rejs po Morzu Południowochińskim, docierając do Singapuru oraz Sajgonu i powracając do Tanjung Priok . W kwietniu kanonierka udała się w rejs wzdłuż wybrzeży Sumatry, zawijając do trzech portów. W końcu kwietnia i na początku maja 1928 roku „Flores” wzięła udział w kolejnych ćwiczeniach w rejonie Małych Wysp Sundajskich i Cieśninie Makasarskiej, podczas których odwiedziła Makasar i Balikpapan oraz eskortowała uszkodzony okręt podwodny K XVIII do Surabai. W 1929 roku na jednostce zaokrętowano nowszy model wodnosamolotu – Fokker C.VII-W.
24 października 1930 roku „Flores” wyszedł z Tanjung Priok jako eskorta parowca „Zuiderkruis” z gubernatorem Holenderskich Indii Wschodnich na pokładzie, zawijając do Hajfongu, Sajgonu i Bangkoku; powrót do portu wyjścia nastąpił 29 listopada. W maju 1931 roku „Flores” wzięła udział w akcji poszukiwawczej niemieckiego samolotu pasażerskiego Junkers, który zaginął na Morzu Timor. Od kwietnia do końca maja 1934 roku „Flores” pełniła służbę w rejonie Moluków i Nowej Gwinei, a na przełomie sierpnia i września wzięła udział w ćwiczeniach floty holenderskiej, zawijając podczas nich do Tanjung Priok. Również we wrześniu kanonierka odbyła rejs na Lombok, w 50. rocznicę ekspedycji naukowej badającej tę wyspę. W marcu 1935 roku „Flores” wraz z okrętem patrolowym „Sirius” zabezpieczały wzdłuż zachodniego wybrzeża Sumatry rejs parowca pasażerskiego „Both” z gubernatorem Holenderskich Indii Wschodnich na pokładzie. 2 października 1937 roku na wodach terytorialnych Holenderskich Indii Wschodnich kanonierka ostrzelała japoński statek rybacki, w wyniku czego zginęło dwóch rybaków, a jednostka została zatrzymana . W dniach 11 stycznia – 25 marca 1938 roku okręt udał się z Surabai w rejs do Australii, z okazji 150. rocznicy powstania brytyjskiej kolonii; zawinął do Darwin, Sydney, Hobart, Melbourne i Brisbane, powracając do portu wyjścia . 6 września „Flores” i „Soemba” wzięły udział w paradzie floty w Surabai.

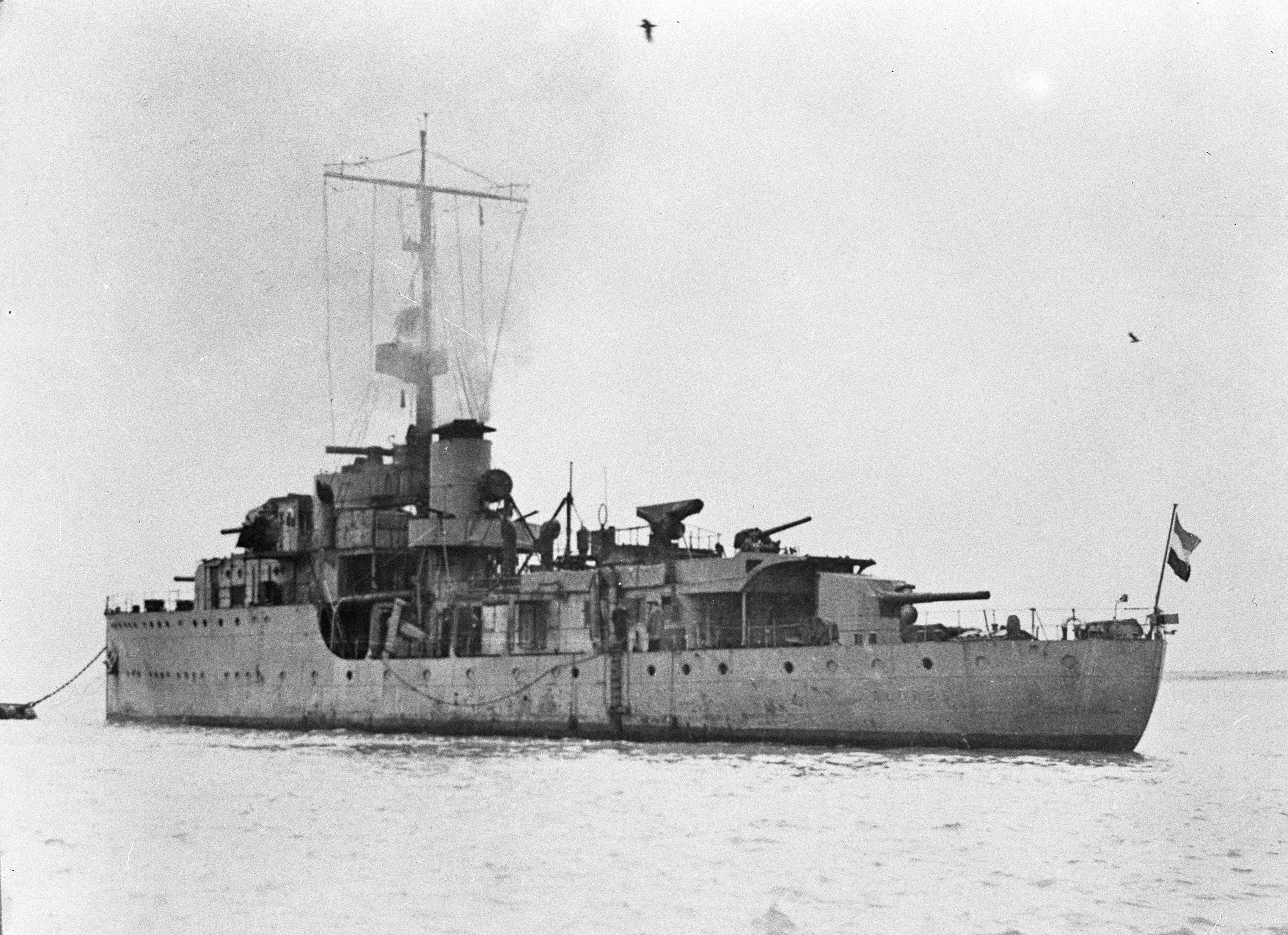
„Flores” między 1940 a 1945 rokiem

Po wybuchu działań wojennych w Europie kanonierka została wezwana do metropolii, wypływając 12 grudnia 1939 roku z Surabai i docierając 3 lutego 1940 roku do Vlissingen (bez wodnosamolotu pokładowego, który pozostał w Holenderskich Indiach Wschodnich) . Do momentu ataku Niemiec na Holandię „Flores” pełniła służbę patrolową na holenderskich wodach terytorialnych, eskortując m.in. statki niemieckie. W nocy z 9 na 10 maja okręt przebywał na redzie Vlissingen (wraz z kanonierką „Johan Maurits van Nassau” i krążownikiem „Sumatra”). Rankiem 10 maja jednostka wzięła udział w odparciu ataku niemieckich bombowców, które zrzuciły miny u ujścia Skaldy. 14 maja „Flores” przeszła na wody wschodniej Skaldy, wspierając ogniem artyleryjskim obrońców wyspy Zuid-Beveland i uniemożliwiając żołnierzom niemieckim sforsowanie rzeki oraz odpierając kolejne ataki lotnicze . W nocy z 14 na 15 maja wszedł do belgijskiego portu Zeebrugge, gdzie otrzymał rozkaz nakazujący ewakuację floty do Wielkiej Brytanii. 17 maja „Flores” wraz ze stawiaczem min „Van Meerlant” udały się w rejs, zawijając po drodze do Dunkierki i docierając nazajutrz do Dover, skąd 19 maja przeszły do Portsmouth . Tam naprawiono uszkodzoną podczas kampanii holenderskiej śrubę napędową, a 1 czerwca okręt przeszedł do Sheerness, wchodząc w skład brytyjskiej flotylli patrolującej estuarium Tamizy z oznaczeniem burtowym F66 .
W dniach 25 sierpnia – 18 września 1941 roku w Chatham dokonano modernizacji uzbrojenia jednostki, a 15 listopada powróciła ona do służby pod brytyjskim dowództwem operacyjnym, uczestnicząc w eskorcie konwojów atlantyckich na zachodnich podejściach do Wysp Brytyjskich oraz konwojów przybrzeżnych. W 1942 roku okręt znów poddano modernizacji uzbrojenia i wyposażenia, a do kwietnia 1943 roku pełnił służbę eskortową przybrzeżnych konwojów pomiędzy ujściami Tyne i Tamizy, bazując w Newcastle upon Tyne . Po podjęciu decyzji o przerzucie kanonierki na Morze Śródziemne „Flores” została kolejny raz przezbrojona.
4 czerwca okręt wyszedł z Gourock i płynąc w liczącym 84 statki konwoju dotarł na Maltę, zawijając po drodze do Gibraltaru i Algieru . „Flores” wraz z bliźniaczą „Soembą” weszły w skład Eastern Naval Task Force, w ramach którego wzięły udział w inwazji na Sycylię. 9 lipca obie kanonierki eskortowały płynący z Port Saidu szybki konwój MWF-36, z którego nazajutrz odbył się desant w pobliżu Przylądka Passero . Podczas lądowania sił desantowych „Flores” ostrzeliwała baterię artylerii nadbrzeżnej w Pachino, a w dniach 18–19 lipca okręt prowadził ostrzał celów lądowych w rejonie Katanii, Mesyny i Misterbianco. W nocy z 19 na 20 lipca cumująca w Auguście kanonierka doznała niegroźnych uszkodzeń poszycia w wyniku wybuchu pocisku, co nie przeszkodziło jednak we wzięciu udziału nazajutrz w ostrzale pozycji nieprzyjaciela w Katanii . 23 lipca w rejonie Augusty „Flores” wzięła udział w akcji poszukiwania włoskiego okrętu podwodnego „Ascianghi”, zakończonej zatopieniem wrogiej jednostki przez brytyjskie niszczyciele HMS „Eclipse” i „Laforey” . W sierpniu okręt ostrzeliwał cele w rejonie Taorminy i Riposto, a 15 i 16 lipca bombardował wybrzeże Cieśniny Mesyńskiej. Po wykonaniu tych zadań jednostka udała się na Maltę celem naprawy uszkodzeń i uzupełnienia zapasu amunicji, a 26 sierpnia dołączyła do bliźniaczej „Soemby” w Bizercie, przechodząc pod amerykańskie dowództwo operacyjne. Kanonierkę włączono do zespołu Task Force 81, w ramach którego wzięła udział w lądowaniu pod Salerno. Wieczorem 8 września „Flores” uczestniczyła w zajęciu wyspy Ventotene, a nazajutrz najpierw ostrzelała wyspę Ischia, po czym wspierała ogniem swej artylerii desant pod Paestum; wieczorem zaś eskortowała na Maltę uszkodzony podczas walk brytyjski monitor HMS „Abercrombie” . Powróciwszy pod Salerno, 11 września okręt doznał poważnych uszkodzeń w wyniku niemieckiego nalotu: bliskie wybuchy dwóch bomb podniosły jednostkę i spowodowały zniszczenia w maszynowni i wyposażeniu; „Flores” została odholowana do Palermo, gdzie 27 września podjęto naprawę jednostki .
Od 13 października kanonierka powróciła pod brytyjskie dowództwo operacyjne, bazując w Neapolu. Tego dnia okręt wraz z niszczycielami HMS „Laforey” i „Lookout” wspierał oddziały amerykańskiej 5. Armii w rejonie Cancello i Mondragone, stając się celem nalotu ośmiu bombowców nurkujących . W następnych miesiącach „Flores” pełniła służbę eskortową, przerywaną misjami wsparcia artyleryjskiego w rejonie Formii i Garigliano (z 12 na 13 i z 29 na 30 grudnia) . W styczniu 1944 roku obie bliźniacze holenderskie kanonierki weszły w skład zespołu wsparcia operacji lądowania pod Anzio. W dniach 21–22 stycznia „Flores” i „Soemba” wspierały ogniem artylerii siły desantowe, operując w ramach brytyjskiej grupy Peter Force. Między 27 a 30 stycznia okręt przeszedł krótki remont w Aleksandrii, powracając po nim do Zatoki Neapolitańskiej . Na początku lutego jednostka prowadziła ostrzał wyznaczonych celów w rejonie Gaety, Formii i Giano Vetusto, a następnie została wycofana ze strefy działań wojennych ze względu na znaczne zużycie luf armat głównego kalibru, udając się na Maltę . Stamtąd 25 lutego „Flores” wraz z „Soembą” udały się na remont do Wielkiej Brytanii, osiągając Devonport 13 marca.
W czerwcu 1944 roku „Flores” została włączona w skład zespołu Eastern Task Force, którego zadaniem było artyleryjskie wsparcie operacji lądowania w Normandii. Od 6 czerwca okręt operował w rejonie plaży „Gold”, unieszkodliwiając baterię dział kalibru 75 mm „Arromanches III”, a 12 czerwca przeszedł w rejon odcinka „Sword”, gdzie przebywał do końca miesiąca, zluzowany przez „Soembę” . Od 21 lipca kanonierka ostrzeliwała wybrzeże na odcinku „Juno”, a następnie „Sword”; udział w operacji zakończyła 7 sierpnia, powracając do Portsmouth . 6 września „Flores” przeszła do Londynu, gdzie 8 września została wycofana z czynnej służby przechodząc do rezerwy .
29 marca 1946 roku okręt wyszedł w rejs powrotny do Holandii, zawijając 1 kwietnia do Rotterdamu . 15 czerwca jednostka otrzymała nowy numer taktyczny N1, po czym odbywała rejsy szkoleniowe między Rotterdamem a Londynem . 29 kwietnia 1947 roku „Flores” trafiła do Den Helder na remont, po którym powróciła do służby jako szkolny okręt artyleryjski w kwietniu 1948 roku. 15 października 1950 roku została przeklasyfikowana na fregatę, otrzymując numer taktyczny F803 . Od 20 grudnia 1950 roku do 1 maja 1955 roku „Flores” pełniła rolę dozorowca we Vlissingen, po czym została wycofana z czynnej służby i od września 1955 roku pełniła rolę hulku we Vlissingen, oznaczona numerem burtowym A877 . Od października 1957 roku do czerwca 1960 roku „Flores” znów pełniła rolę okrętu dozorowego we Vlissingen. 2 lipca 1960 roku nazwa okrętu została zmieniona na „Van Speyk” . 23 czerwca 1963 roku okręt został przeholowany do Den Helder, by powrócić 22 czerwca 1964 roku do Vlissingen. 5 marca 1965 roku jednostce przywrócono pierwotną nazwę „Flores” . Ostatecznie 27 czerwca 1968 roku okręt po 42-letnim okresie użytkowania został wycofany ze służby. Rozkazem ministra obrony narodowej nr 766297/77413 jednostkę 16 września skreślono z listy floty i 12 listopada sprzedano w celu złomowania, które przeprowadzono w 1969 roku .

### „Soemba”
Hr. Ms. „Soemba” został wcielony do Koninklijke Marine 12 kwietnia 1926 roku . 15 czerwca „Soemba” wraz z bliźniaczą „Flores” wyruszyły z Den Helder do Sabangu, który osiągnęły 10 sierpnia . W dniach 1–28 marca 1927 roku „Soemba” i „Flores” uczestniczyły w rejsie po Morzu Południowochińskim, docierając do Singapuru oraz Sajgonu. W 1929 roku na jednostce zaokrętowano nowszy model wodnosamolotu – Fokker C.VII-W. W październiku 1932 roku okręt uratował kilku rozbitków ze statku rybackiego, który wszedł na skały w pobliżu Kota Baru. W połowie 1933 roku „Soemba” udała się w rejs do wschodniej części Holenderskich Indii Wschodnich, odwiedzając Ambon, Boelę, Manokwari oraz wyspy Mapia i Banda Neira. 6 września 1938 roku „Soemba” i „Flores” wzięły udział w paradzie floty w Surabai.
W sierpniu 1939 roku kanonierka przeszła do Tanjung Priok, skąd po wybuchu działań wojennych w Europie rozpoczęła patrolowanie Cieśniny Sundajskiej, wraz z niszczycielem „Banckert”, okrętem podwodnym K XV i dwoma patrolowcami. Od momentu ataku Niemiec na Holandię „Soemba” pełniła służbę patrolową na holenderskich wodach terytorialnych, ochraniając jednostki rybackie. 8 grudnia 1941 roku, po ataku floty japońskiej na Pearl Harbor, „Soemba” wyszła z Surabai na patrol w rejon zachodniego podejścia do Singapuru, prawdopodobnie zestrzeliwując w jego trakcie nieopodal archipelagu Riau japoński samolot bombowy . 15 grudnia kanonierka ubezpieczała stawiacze min Hr.Ms. „Krakatau” i Hr.Ms. „Gouden Leeuw”, które postawiły zagrodę pomiędzy Jawą a Madurą . 9 stycznia 1942 roku kanonierka zniszczyła nieopodal archipelagu Riau osiem dryfujących min kotwicznych, a 13 stycznia odparła bez strat atak trzech japońskich bombowców . 20 stycznia „Soemba” wraz z krążownikami HMAS „Canberra” i HMS „Dragon”, niszczycielami HMAS „Vampire”, HMS „Express”, USS „Stewart”, USS „Barker” i Hr.Ms. „Van Nes” oraz slupem INS „Jumna” i jachtem patrolowym USS „Isabel” ubezpieczała w zatoce Ratai na Sumatrze przeładunek 3456 żołnierzy z brytyjskiego transportowca „Aquitania” na siedem mniejszych statków, które następnie przewiozły wojsko do Singapuru . Nazajutrz jednostka udała się do Cieśniny Sundajskiej, osłaniając przez kilka dni wyładunek towaru z holenderskiego motorowca „Straat Soenda”, który wszedł na skały. Między 16 a 18 lutego „Soemba” wraz z niszczycielami HMS „Encounter” i HMS „Tenedos”, slupem HMAS „Yarra” oraz korwetami HMAS „Burnie” i HMAS „Goulburn” osłaniały ewakuację ludności cywilnej oraz australijskich i holenderskich żołnierzy z Oosthaven, niszcząc po jej zakończeniu w porcie ogniem artyleryjskim cztery pociągi z benzyną i kilka składów amunicji . Następnie okręt wszedł w skład wielonarodowych Pomocniczych Sił Patrolowych Cieśniny Sundajskiej, których zadaniem było nocne patrolowanie wód cieśniny w poszukiwaniu japońskich jednostek desantowych. 25 lutego „Soemba” stała się celem nalotu japońskich bombowców: została obramowana padającymi blisko 15 bombami, jednak nie doznała uszkodzeń, zestrzeliwując jednego z napastników (w wyniku ostrzału z broni pokładowej na kanonierce poległ celowniczy armaty przeciwlotniczej kal. 75 mm, a inny członek załogi został ranny) . Następnego dnia podczas patrolu w Cieśninie Sundajskiej okręt znów stał się celem wrogiego lotnictwa, prawdopodobnie zestrzeliwując japoński bombowiec.
27 lutego „Soemba” udała się w kierunku wysp Mentawai, by ochraniać motorowy zbiornikowiec „Tan 8” (2770 BRT), którego zadaniem było dostarczenie paliwa jednostkom alianckim ewakuującym się z Jawy . 1 marca kanonierka dotarła do zbiornikowca i uzupełniła z niego paliwo, po czym w nocy z 1 na 2 marca wyruszyła na poszukiwanie holenderskiego motorowego frachtowca „Siberg” (1871 BRT) . Trwające do 10 marca poszukiwania jednostki nie przyniosły powodzenia i po powtórnym zatankowaniu paliwa ze zbiornikowca „Soemba” udała się w kierunku Cejlonu, dokąd zmierzały ocalałe okręty ewakuujące się z Holenderskich Indii Wschodnich, docierając do Kolombo 13 marca. 23 marca okręt wcielono w skład brytyjskiej Floty Wschodniej, lecz już pięć dni później udał się do Bombaju na remont stoczniowy powiązany z przezbrojeniem . Po zakończeniu 17 kwietnia prac stoczniowych jednostka, oznaczona numerem taktycznym T199, weszła 21 kwietnia w skład sił ochraniających konwoje kursujące z Zatoki Perskiej do Indii . „Soemba”, bazując w m.in. w Basrze i Bahrajnie, działała na tych wodach do 4 grudnia, kiedy to udała się do Bombaju, docierając do portu przeznaczenia 9 grudnia . Bazując w Bombaju kanonierka nadal uczestniczyła w eskorcie statków na wodach Morza Arabskiego, po czym 6 stycznia 1943 roku trafiła do stoczni w Bombaju na kolejny remont . 30 kwietnia „Soemba” wyszła z Bombaju w rejs na Morze Śródziemne, docierając 16 maja do Aleksandrii . W dniach 23–30 maja jednostka pełniła służbę konwojową na trasie Aleksandria – Bengazi . 6 czerwca kanonierka przybyła pod Susę, gdzie weszła w skład zespołu brytyjskiego Eastern Naval Task Force . Następnie okręt dołączył do eskorty konwoju KMS-16, płynącego z Wysp Brytyjskich do Aleksandrii, wychodząc z niej ponownie 3 lipca w eskorcie statków konwoju MWS-36, na pokładzie których znajdowały się siły desantowe mające uczestniczyć w inwazji na Sycylię . 8 lipca „Soemba” uzupełniła paliwo w Trypolisie i nazajutrz wraz z bliźniaczą „Flores” dołączyły do eskorty szybkiego konwoju MWF-36, z którego 10 lipca odbył się desant w pobliżu przylądka Passero. Do 14 lipca obie kanonierki udzielały wsparcia ogniem artyleryjskim oddziałom walczącym na wschodnim wybrzeżu Sycylii w sektorze „Bark East”. W dniach 16–19 lipca okręt prowadził ostrzał celów lądowych w rejonie Katanii i Misterbianco, zestrzeliwując 19 lipca niemiecki myśliwiec Messerschmitt Bf 109F . Następnego dnia „Soemba” udała się na Maltę, gdzie do 27 lipca na okręcie przeprowadzono remont kotłów .

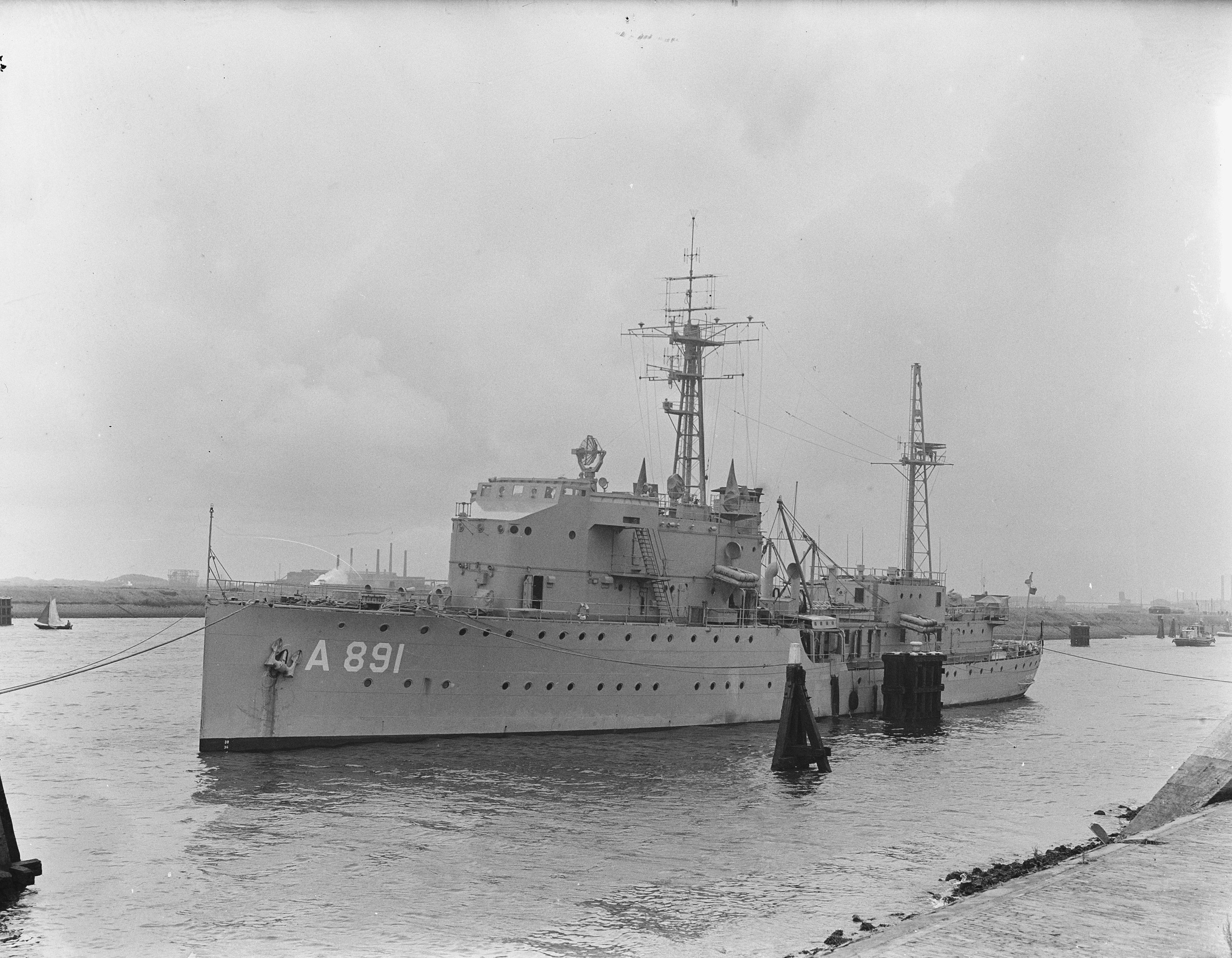
„Soemba” jako okręt naprowadzania samolotów w 1951 roku

5 sierpnia, podczas ostrzału wybrzeża Sycylii na wysokości Acireale, jednostka została trafiona w okolicy mostka przez jeden pocisk artyleryjski, w wyniku czego m.in. został ciężko ranny dowódca okrętu kmdr por. Joseph Johan Matthijs Sterkenberg, który wieczorem zmarł w szpitalu okrętowym (obrażenia odniósł również oficer wachtowy i dwóch marynarzy) . 9 sierpnia „Soemba” ostrzeliwując wschodnie wybrzeże Sycylii unieszkodliwiła niemiecką czterodziałową baterię nadbrzeżną . 12 sierpnia „Soemba” zniszczyła kolejną wrogą baterię, a nazajutrz wraz z brytyjską kanonierką HMS „Scarab” ostrzelała skrzyżowanie dróg nieopodal Taorminy . W dniach 28 września – 4 października „Soemba” eskortowała konwój płynący z Bizerty do Palermo, a następnie kolejne konwoje poruszające się między Bizertą, Gibraltarem i Port Saidem, bazując w Aleksandrii . W styczniu 1944 roku obie bliźniacze holenderskie kanonierki weszły w skład zespołu wsparcia operacji lądowania pod Anzio, wspierając ogniem artylerii siły desantowe, operując w ramach brytyjskiej grupy Peter Force. 22 stycznia kilku członków załogi zostało rannych w wyniku eksplozji pocisku w lufie jednej z armat kal. 15 cm . Od 1 lutego „Soemba” ostrzeliwała ogniem artylerii cele pod Gaetą, Formią i Giano Vetusto, zastąpiona później przez „Flores” . 25 lutego „Soemba” wraz „Flores” z udały się na remont do Wielkiej Brytanii, osiągając 15 marca Devonport. Po remoncie okręt powrócił do służby w końcu maja, odbywając wraz z „Flores” ćwiczenia artyleryjskie, a w dniach 3–5 czerwca uczestniczył w eskorcie przybrzeżnego konwoju płynącego wzdłuż południowego wybrzeża Wysp Brytyjskich . Od 6 czerwca w ramach zespołu Western Task Force kanonierka uczestniczyła we wsparciu artyleryjskim operacji lądowania w Normandii, ostrzeliwując dwie baterie nadbrzeżne na plaży Utah . Ostrzał kontynuowano w kolejnych dniach inwazji, a 27 czerwca kanonierka udała się w rejon „plaży Sword”, zastępując „Flores”. 8 lipca okręt był świadkiem storpedowania polskiego krążownika ORP „Dragon” przez niemiecką „żywą torpedę” typu Neger . 11 lipca „Soemba” udała się do Portsmouth, gdzie 19 lipca prawdopodobnie zestrzeliła niemiecki samolot. 26 sierpnia jednostka została wycofana z czynnej służby przechodząc do rezerwy .
W czerwcu 1945 roku w stoczni w Grangemouth jednostkę rozbrojono i rozpoczęto przebudowę na radarowy okręt szkolny . 15 czerwca 1946 roku „Soemba” (z oznaczeniem burtowym HX1) powróciła do Holandii . W sierpniu 1947 roku kanonierka wzięła udział w przeprowadzonych na Morzu Północnym manewrach z lotniskowcem Hr.Ms. „Karel Doorman”. W 1949 roku „Soemba” w składzie zespołu floty holenderskiej wzięła udział w ćwiczeniach z jednostkami brytyjskimi i francuskimi na wodach zachodnioeuropejskich. 4 października 1949 roku jednostkę kolejny raz wycofano ze służby, po czym w 1950 roku w stoczni Willemsoord rozpoczęto jej przebudowę na okręt naprowadzania samolotów . 1 czerwca 1951 roku oznaczoną znakiem taktycznym A891 jednostkę ponownie przyjęto do służby . W ciągu trzech lat „Soemba” odbyła wiele rejsów szkoleniowych i uczestniczyła w ćwiczeniach i manewrach. Od 27 listopada 1953 roku do 15 lutego 1954 roku „Soemba” przeszła remont stoczniowy, a 30 listopada wycofano ją ze służby. 1 stycznia 1956 roku okręt został skreślony z listy floty, po czym przeholowano go do Den Helder, a od 1 października stał się hulkiem mieszkalnym . W połowie 1958 roku jednostkę przeholowano do Den Oever (Hollands Kroon), gdzie 15 września przywrócono ją do służby w charakterze okrętu szkolnego nurków. W grudniu 1962 roku rozpoczęła się przebudowa okrętu, mająca na celu dostosowanie do pełnienia funkcji okrętu-bazy nurków; do służby „Soemba” powróciła 24 marca 1964 roku, pełniąc ją w Den Oever do 9 czerwca 1985 roku . 5 lipca 1985 roku okręt został sprzedany w celu złomowania .